# Мајда Анкеле
Мајда Анкеле Самалук (Крањ, 6. октобар 1940) је некадашња југословенска репрезентативка и вешеструка државна првакиња у алпском скијању од 1960. до 1968. године. Таккмичила се у свим дисциплинама алпског скијања које се биле на програму у то време. Била је члан Скијашког клуба Триглав из Крања.
У младости се бавила са више спортова: гимнастиком, рукометом и скијањем. Најуспешнија је била у алпском скијању. Као представница Југославије два пута је учествовала на Зимским олимпијским играма.
На Олимпијским играма 1964. у Инзбруку пласирала се у спусту на 33, велеслалому на 25. и слалому на 23. место.
Четири године касније 1968. у Граноблу освојила је у спусту 36, велеслалому 29. и слалому 12. место. Пласман на 12. место у слалому био је најбољи пласман југословенских алпских скијашица у скијању до тада. После ових олимпијских игара завршила је каријеру.
У осмогодишњој каријери на првенствима Југославије побеђивала је у свим дисвиплимама:
| Година | ! Спуст | Слалом | Велеслалом | Ал. комбинација | Ал. комбинација (тројна комбинација) |
| ------ | ------- | ------ | ---------- | --------------- | ------------------------------------ |
| 1960.  | 1       | -      | 3          | -               | -                                    |
| 1961.  | -       | 1      | -          | -               | -                                    |
| 1962.  | 1       | -      | 1          | 1               | -                                    |
| 1963.  | -       | -      | 2          | -               | -                                    |
| 1964.  | 2       | 1      | 1          | 1               | -                                    |
| 1965.  | 2       | 2      | 1          | -               | 2                                    |
| 1966.  | 2       | 1      | 2          | -               | 2                                    |
| 1967.  | 1       | 1      | 1          | 1               | -                                    |
| 1968.  | 1       | 1      | 1          | 1               | -                                    |